# 中葡式建筑

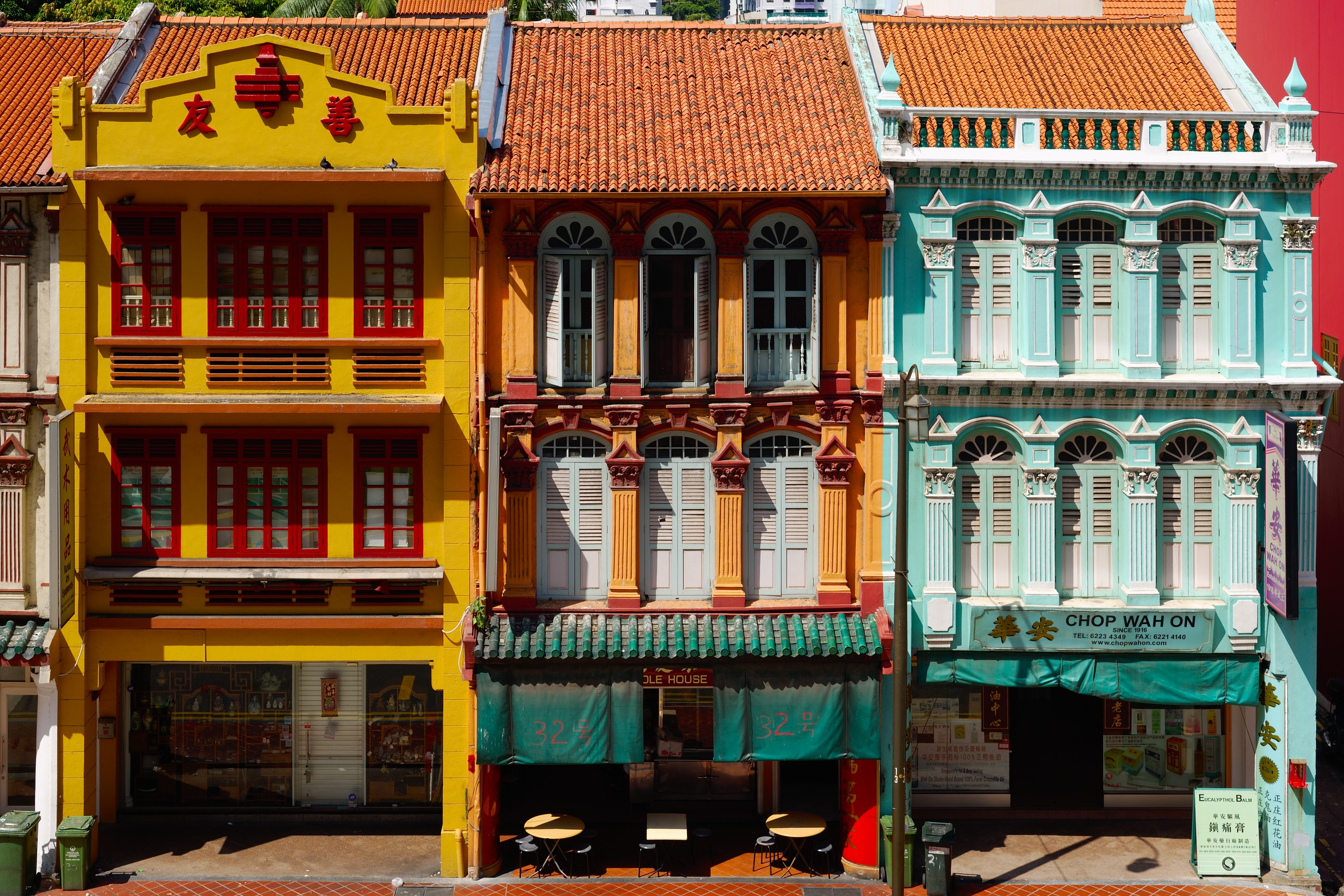
新加坡保留了许多中葡式店屋建筑，许多店屋的立面用色斑斓而鲜艳。图中亦有一幢建筑带有晚期装饰风艺术的风格

中葡式建筑（英語：Sino-Portuguese architecture），又称中华巴洛克式（Chinese Baroque）、海峡（新加坡）折衷主义式（Straits/Singapore Eclectic architecture）、峇峇娘惹式建筑（Peranakan architecture），是遍布于东南亚华人社区的兩層店屋（上居下铺）建筑的风格，综合中式建筑和葡萄牙建筑的风格。中葡式风格的店屋建筑大量分布于泰国、越南、马来西亚和新加坡的旧街区，在中国海口市亦可见到。

## 特点
中葡式是中国风格和西洋风格的混合，属于殖民式建筑的一种。许多中葡式旧店屋由华人劳工建造，屋顶以橙色中式瓦片覆盖，立面的装饰风格大体是葡式的。在当代的新加坡，中葡式建筑被当作历史街区的遗产而受到定期维护，主要在牛车水。色彩斑斓、风格各异的中葡式店屋亦吸引诸多游客观光留影。

## 图册

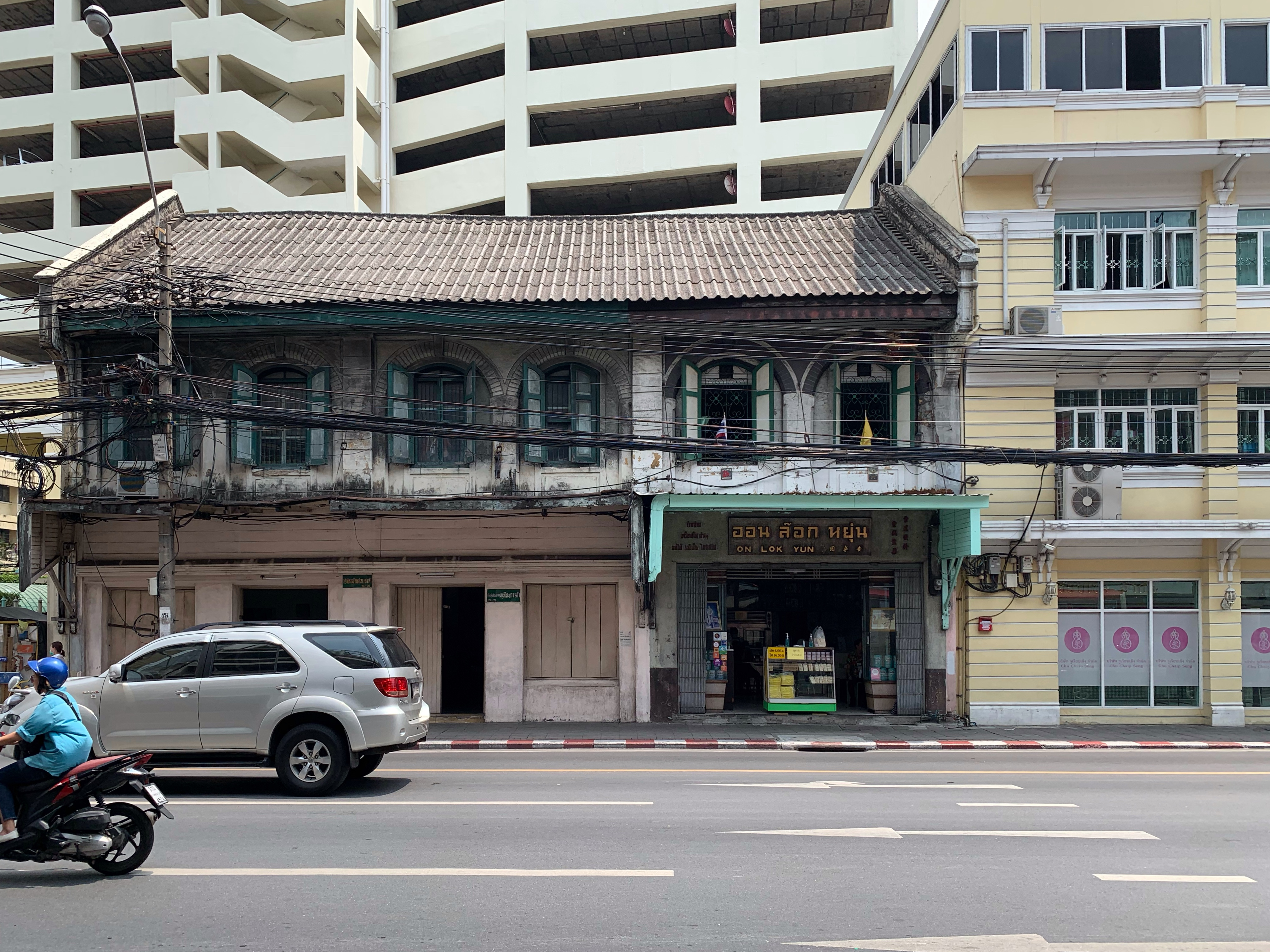
泰国曼谷
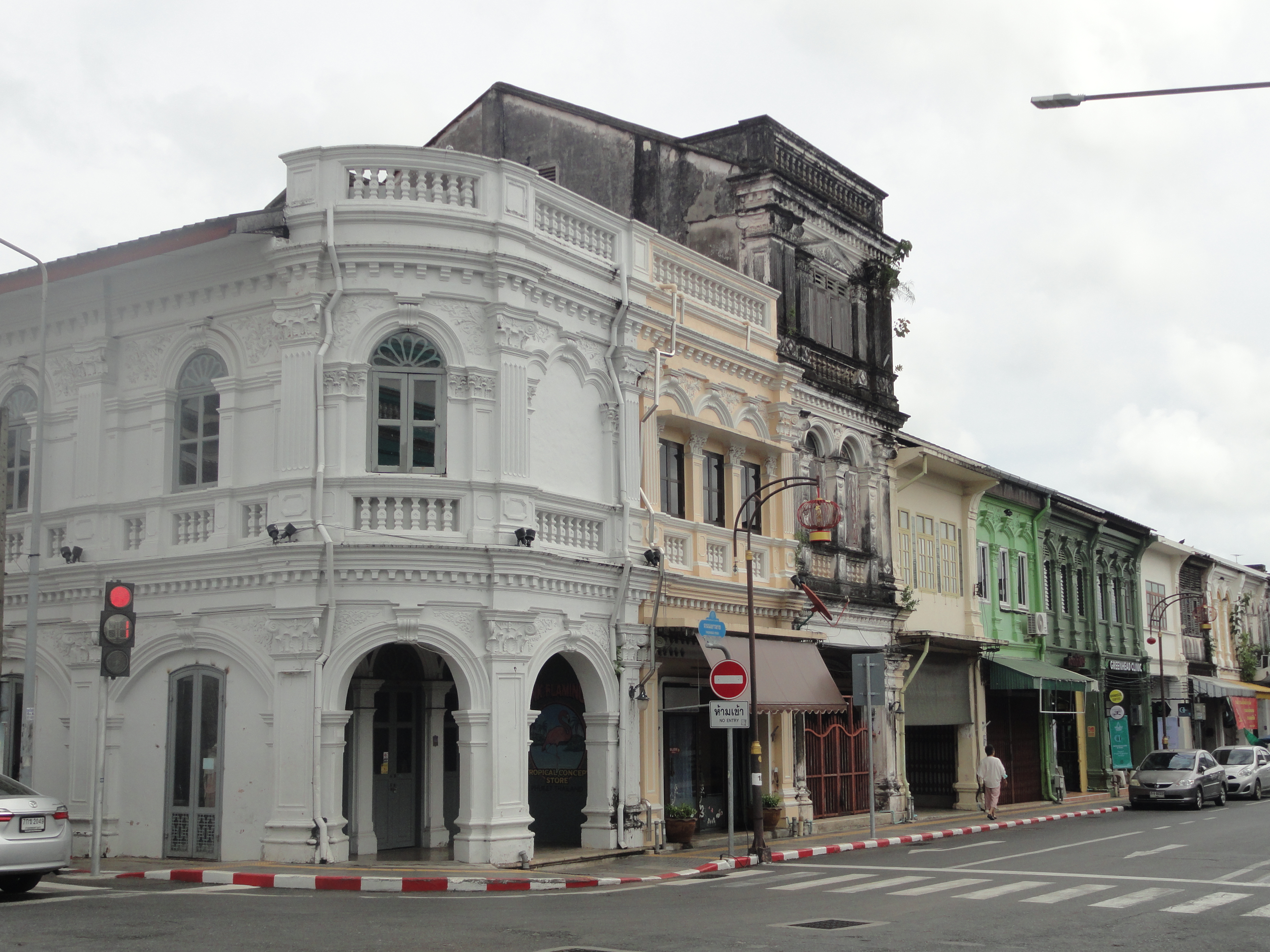
泰国普吉
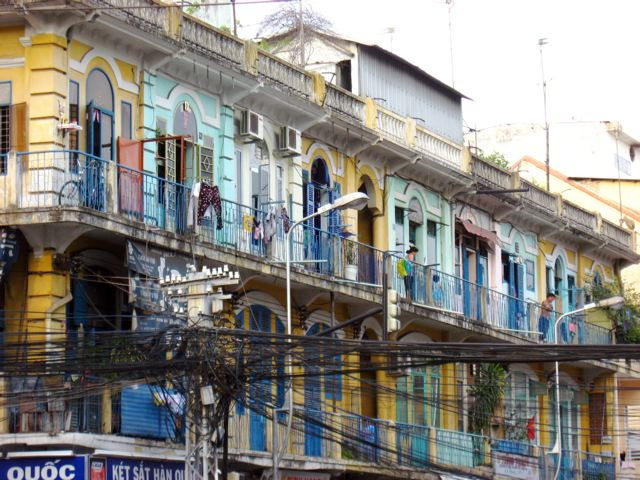
越南堤岸
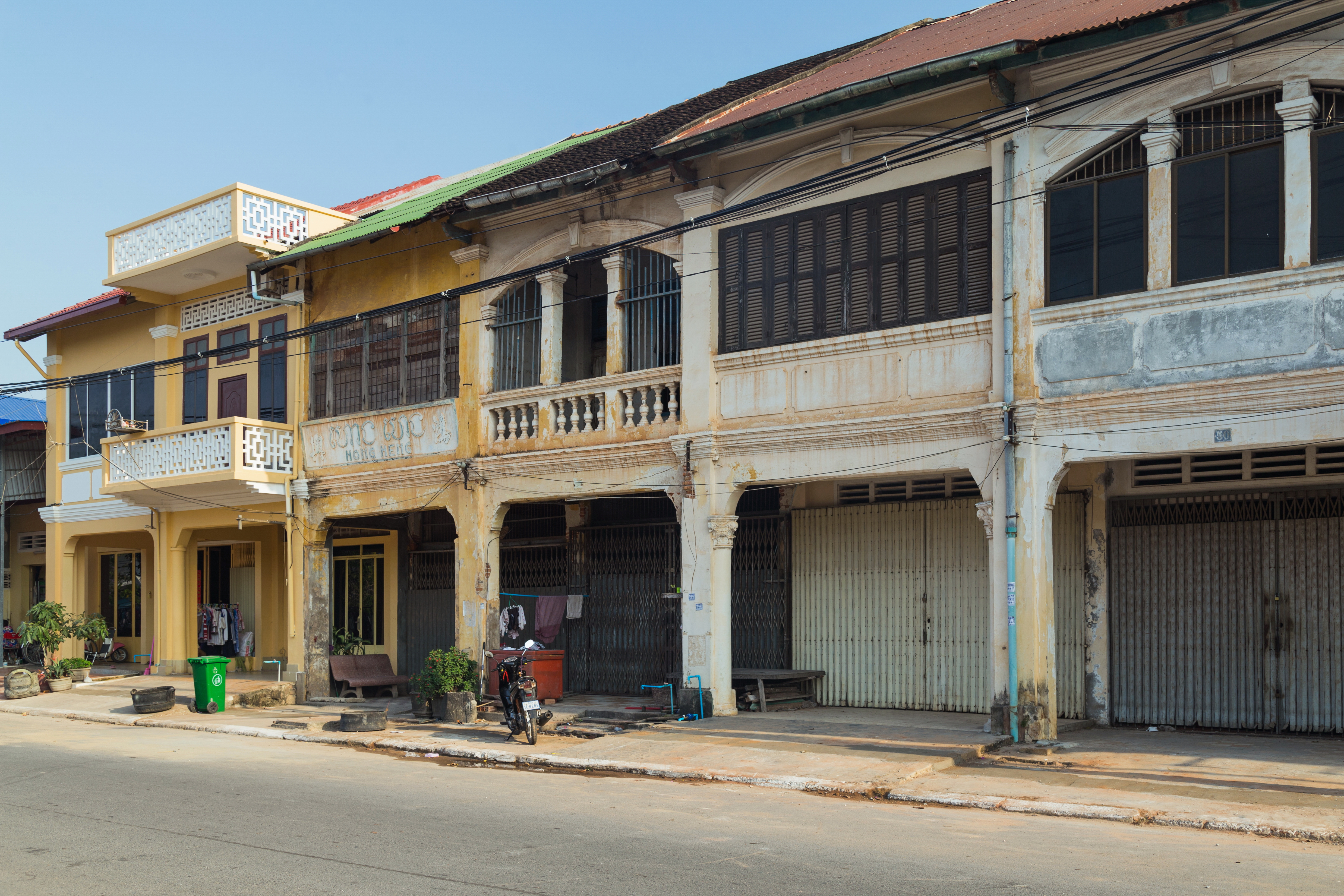
柬埔寨贡布市
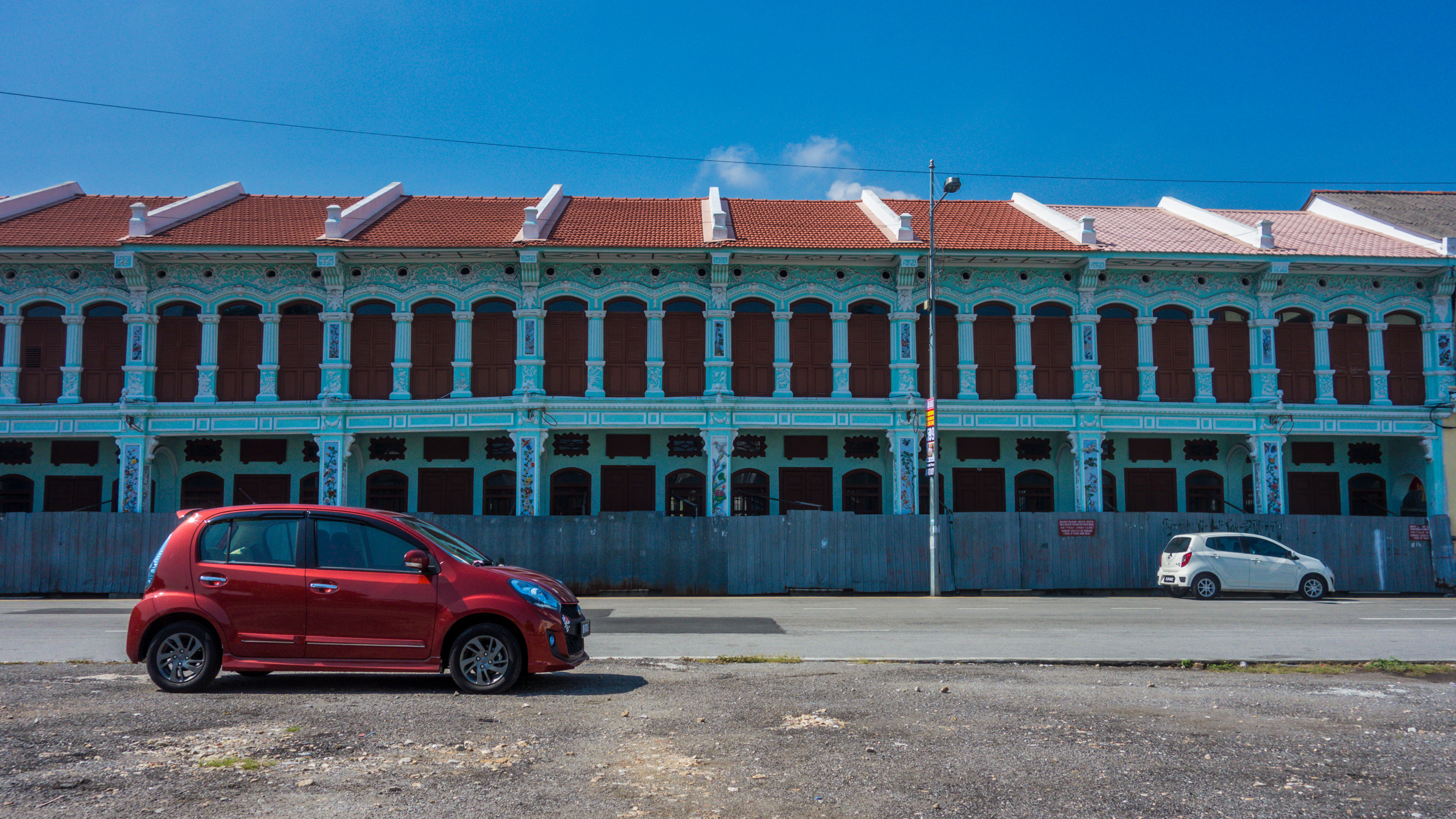
马来西亚槟城
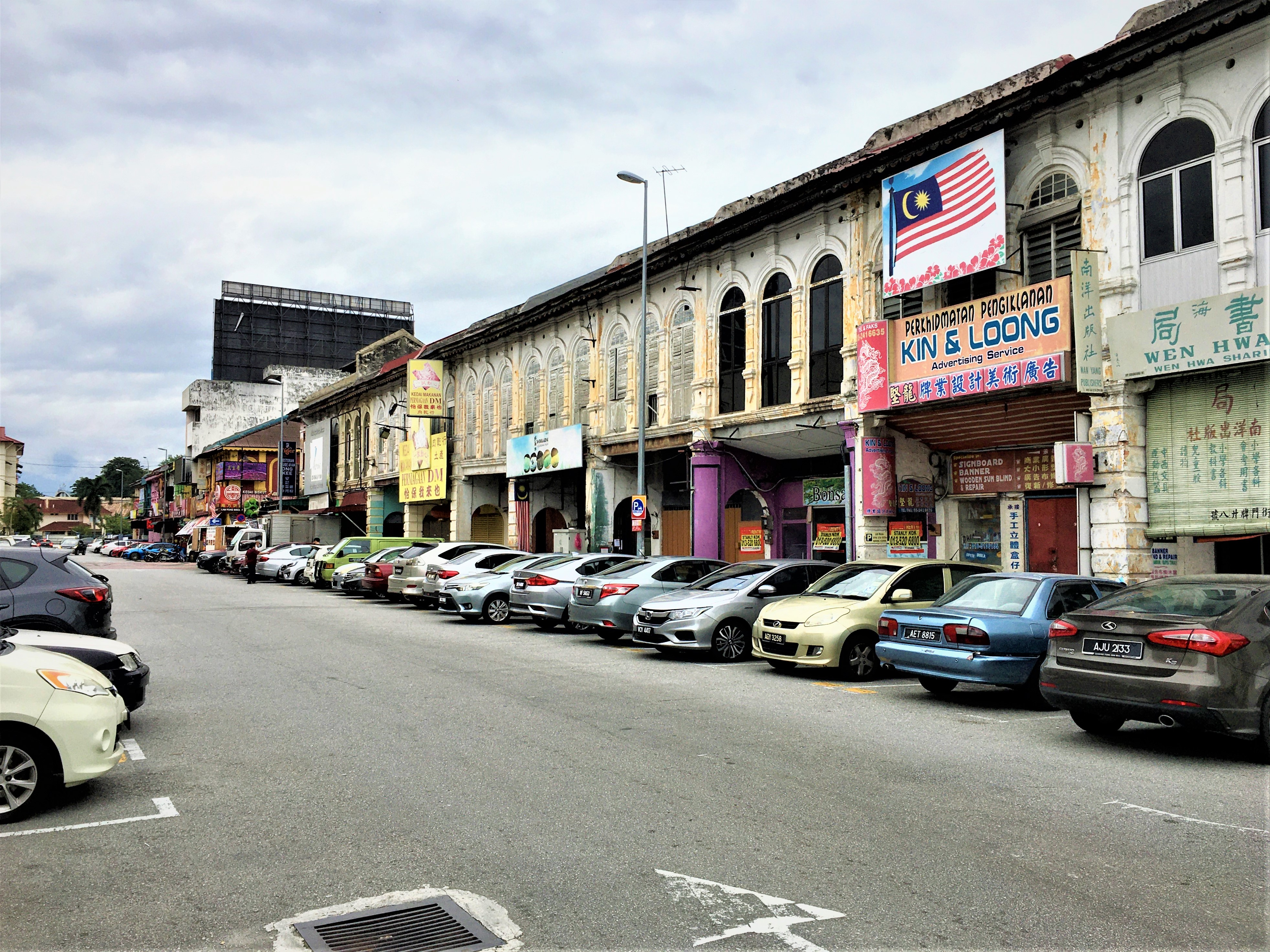
马来西亚怡保
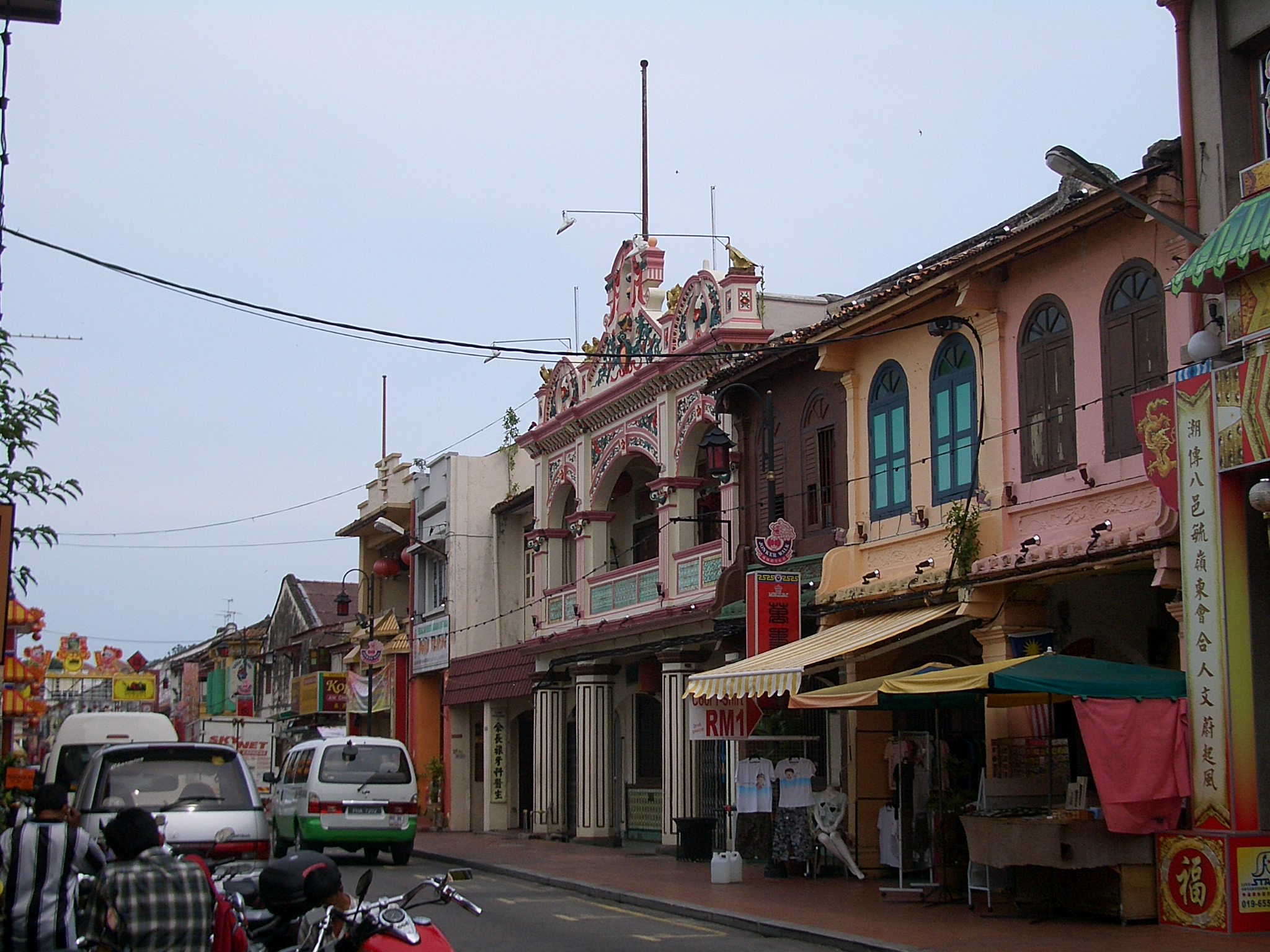
马来西亚马六甲
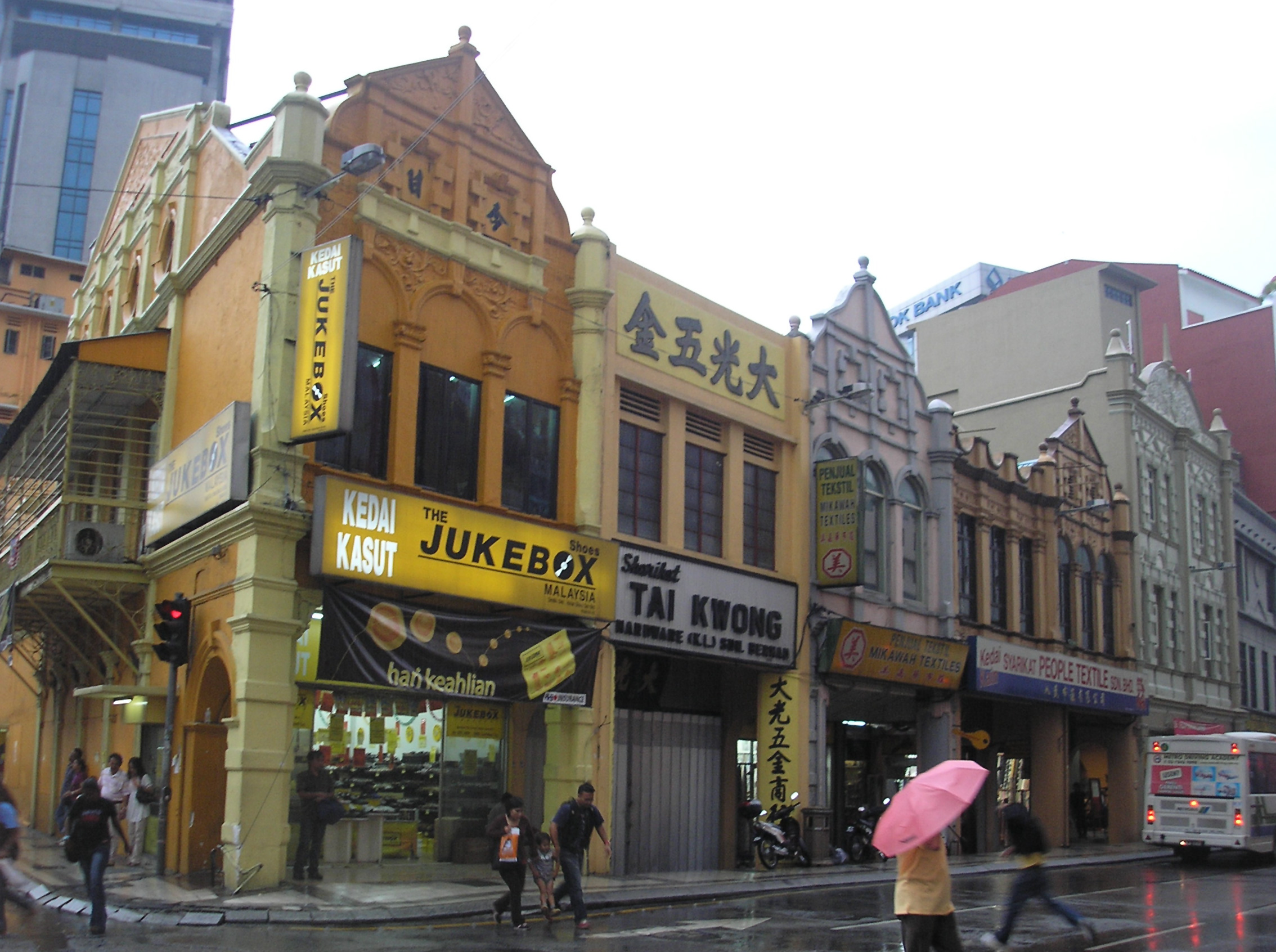
马来西亚吉隆坡
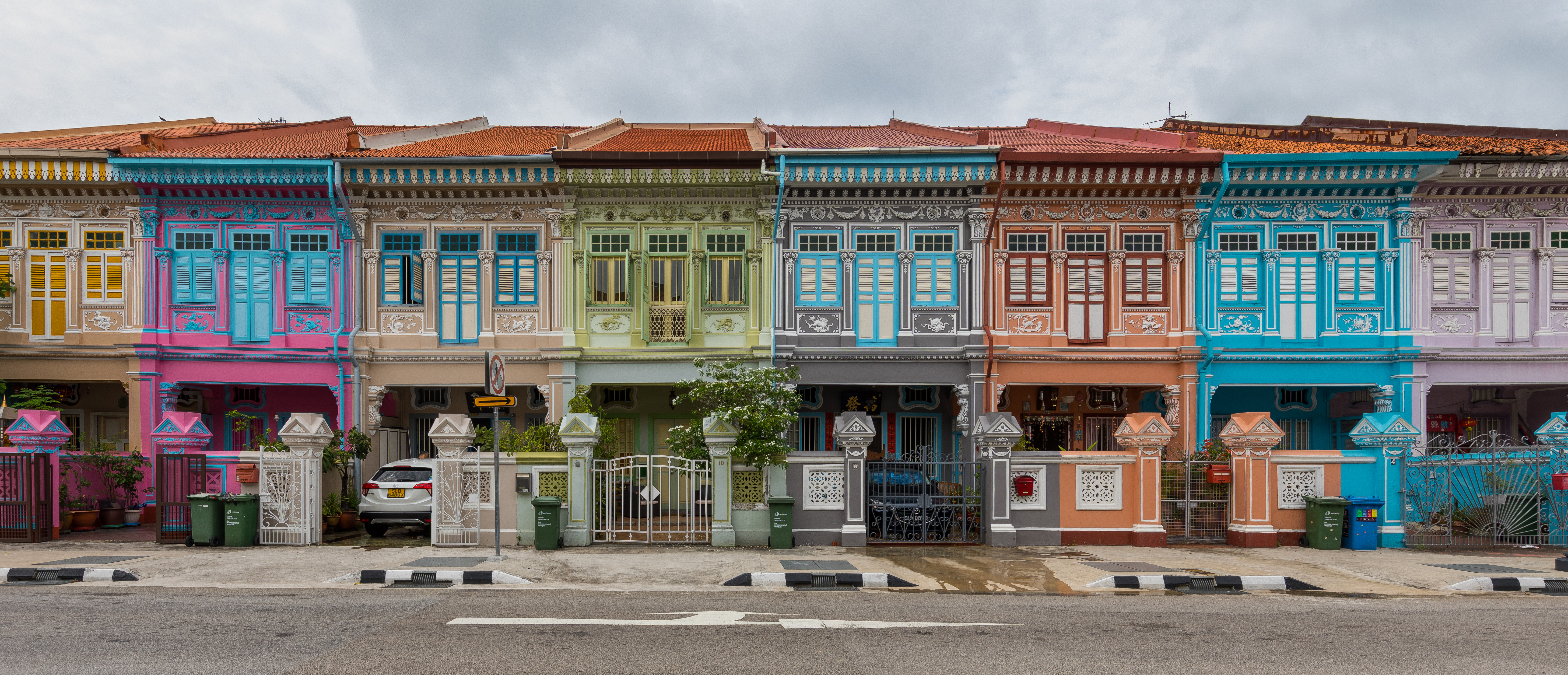
新加坡坤成路（Koon Seng Road）
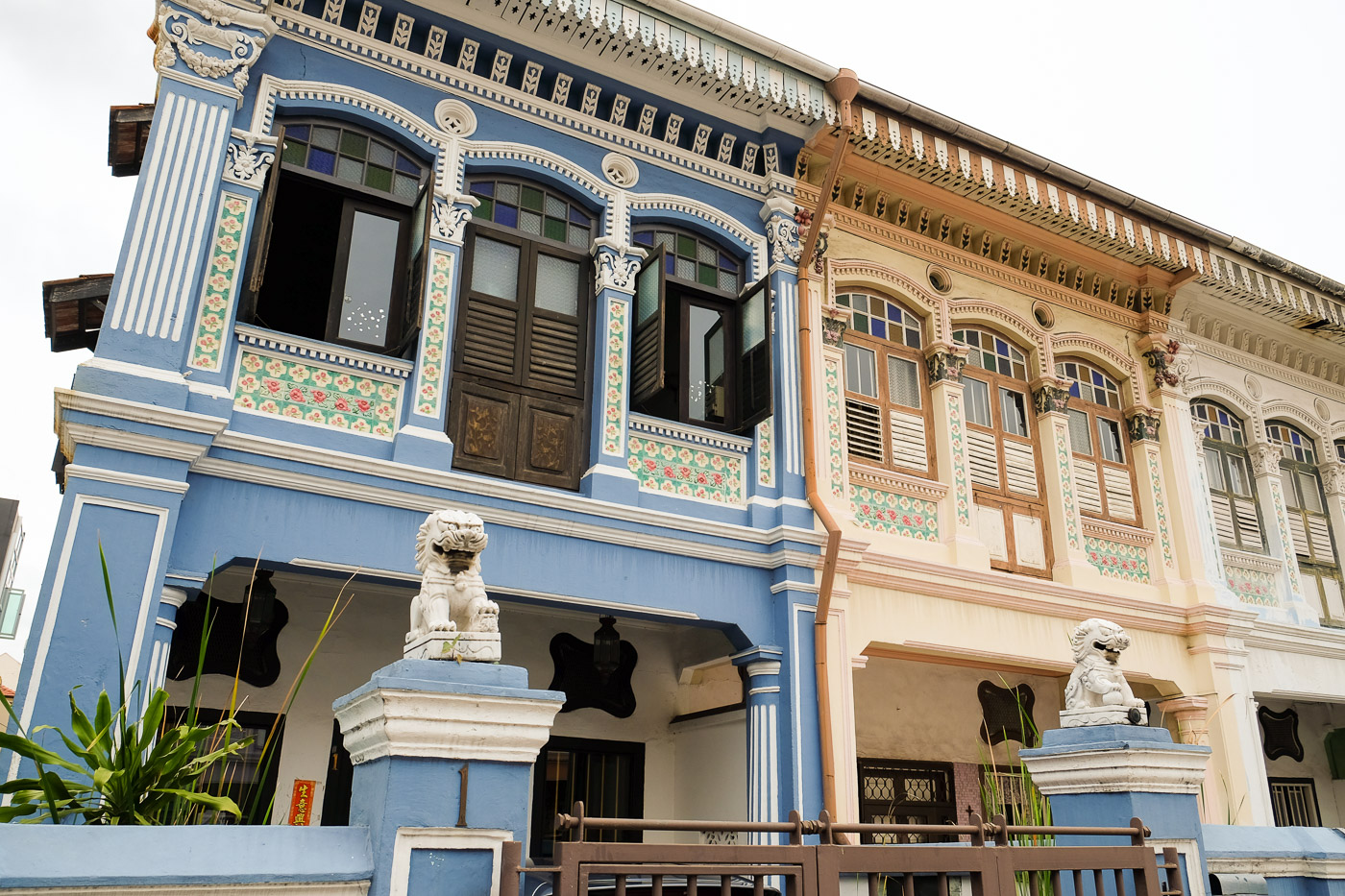
新加坡加东（英语：Katong）
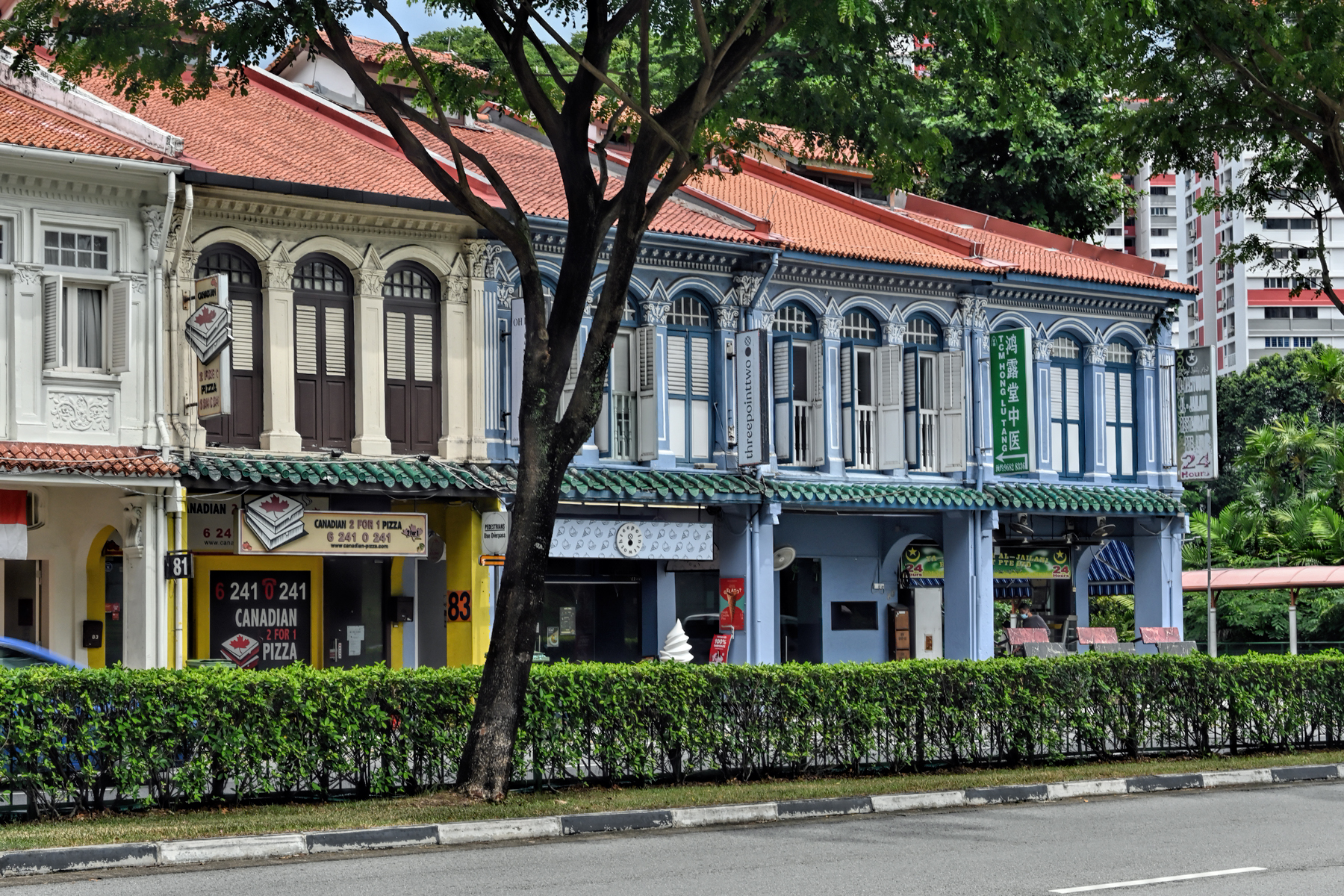
新加坡甘榜峇鲁路
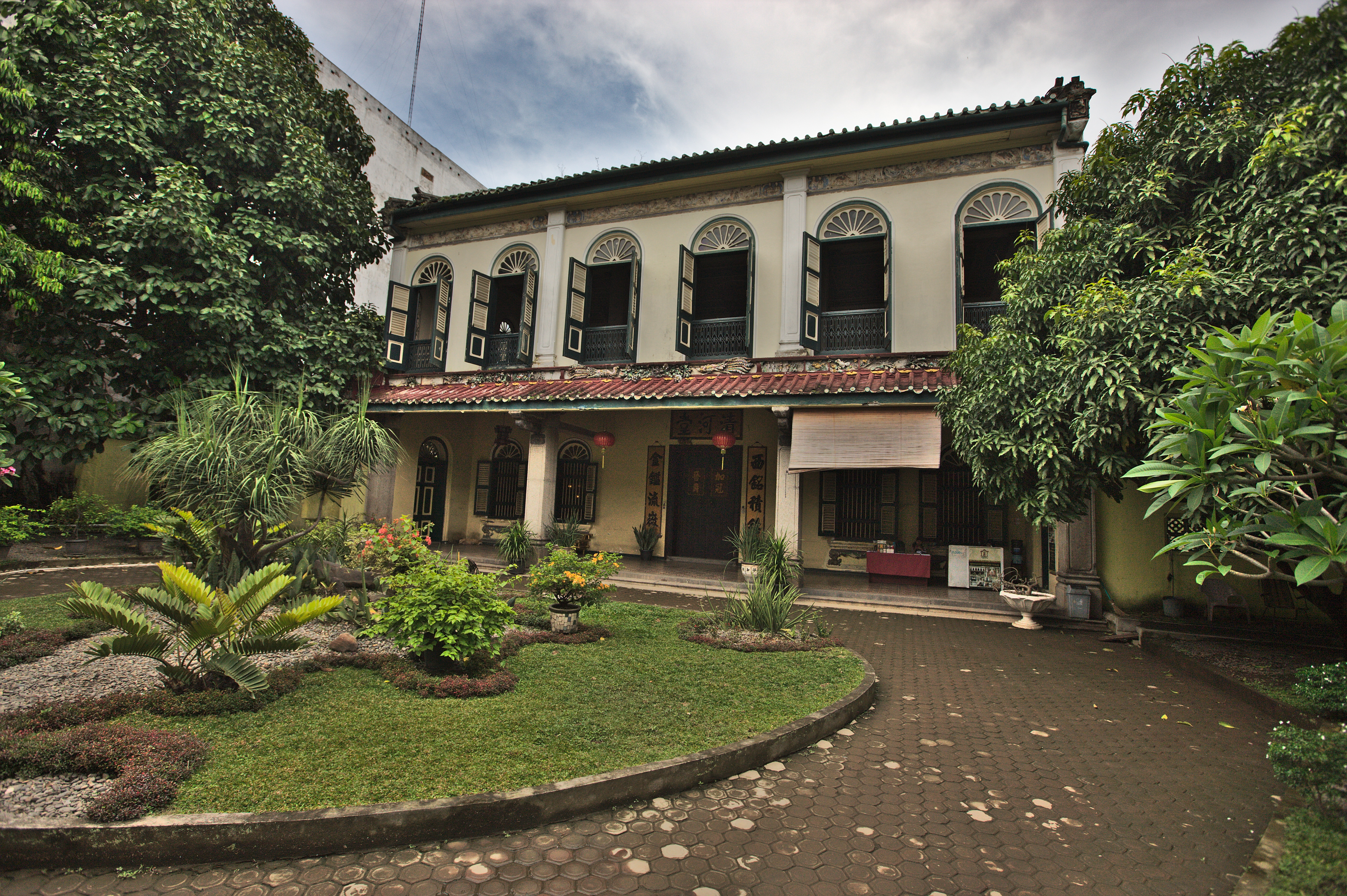
印度尼西亚棉蘭張阿輝故居
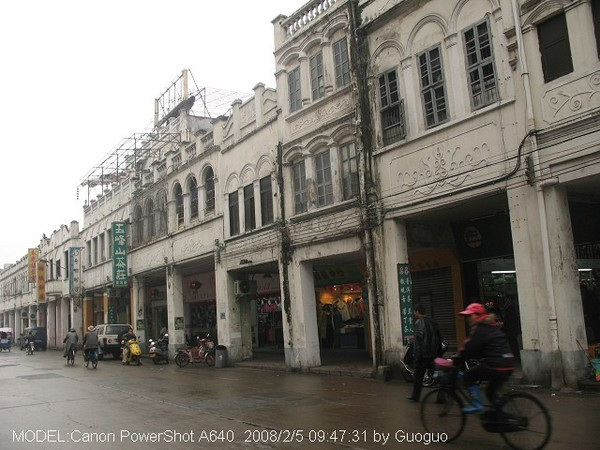
中国海口